# Liste der Biografien/Dee
Liste der Biografien |
Portal Biografien |
Personensuche
# |
A |
B |
C |
D |
E |
F |
G |
H |
I |
J |
K |
L |
M |
N |
O |
P |
Q |
R |
S |
T |
U |
V |
W |
X |
Y |
Z |
?
 
Da |
Db |
Dc |
Dd |
De |
Dg |
Dh |
Di |
Dj |
Dk |
Dl |
Dm |
Dn |
Do |
Dq |
Dr |
Ds |
Du |
Dv |
Dw |
Dy |
Dz
 
De A |
De B |
De C |
De D |
De E |
De F |
De G |
De H |
De J |
De K |
De L |
De M |
De N |
De P |
De Q |
De R |
De S |
De T |
De V |
De W |
De Y |
De Z 

Dea |
Deb |
Dec |
Ded |
Dee |
Def |
Deg |
Deh |
Dei |
Dej |
Dek |
Del |
Dem |
Den |
Deo |
Dep |
Deq |
Der |
Des |
Det |
Deu |
Dev |
Dew |
Dex |
Dey |
Dez
Die Liste der Biografien führt alle Personen auf, die in der deutschsprachigen Wikipedia einen Artikel haben. Dieses ist eine Teilliste mit 159 Einträgen von Personen, deren Namen mit den Buchstaben „Dee“ beginnt.

## Dee
- Dee Ex (* 1982), deutsche Rapperin
- Dee Nasty (* 1960), französischer Rapper und Diskjockey
- Dee, Aisha (* 1993), australische Schauspielerin und Sängerin
- Dee, Alice, deutsche/r MC, Rapper/in und Liedtexter/in
- Dee, Amanda (* 1972), US-amerikanische Pornodarstellerin, Schauspielerin, und Filmproduzentin
- Dee, Arthur (1579–1651), Alchemist und okkulter Schriftsteller
- Dee, Baby (* 1953), US-amerikanische Sängerin, Pianistin und Harfenistin
- Dee, Billy (* 1951), US-amerikanischer Pornodarsteller
- Dee, Buffy (1923–1995), US-amerikanischer Schauspieler
- Dee, Daisy (* 1970), niederländische Sängerin, Schauspielerin und FernsehmoderatorinDaisy Dee (* 1970)

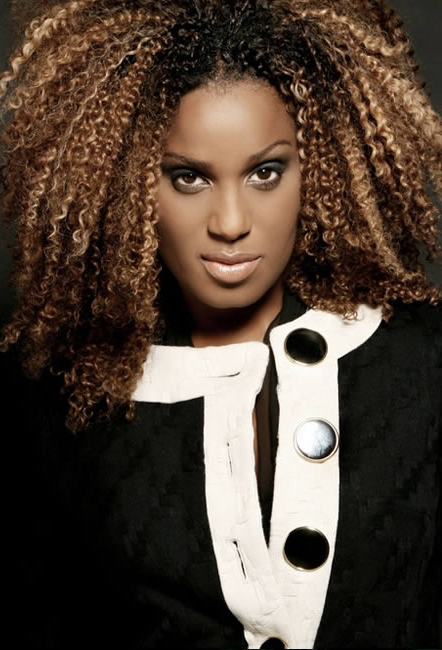
Daisy Dee (* 1970)

- Dee, Dave (1941–2009), britischer Popsänger
- Dee, Dickson (* 1969), chinesischer Klangkünstler, DJ, Turntablist, Komponist, Musikproduzent und -veranstalter
- Dee, Eddie (* 1977), puerto-ricanischer Reggaetón-Musiker
- Dee, Frances (1909–2004), US-amerikanische Schauspielerin
- Dee, Georgette (* 1958), deutscher Sänger und Schauspieler
- Dee, Jack (* 1961), britischer Komiker, Schauspieler, Autor, Podcaster und Moderator
- Dee, John (* 1527), britischer Philosoph, Mathematiker, Astrologe und Alchemist
- Dee, Lenny, italienisch-amerikanischer Hardcore-Techno-Produzent und DJ
- Dee, Mikkey (* 1963), schwedischer SchlagzeugerMikkey Dee (* 1963)

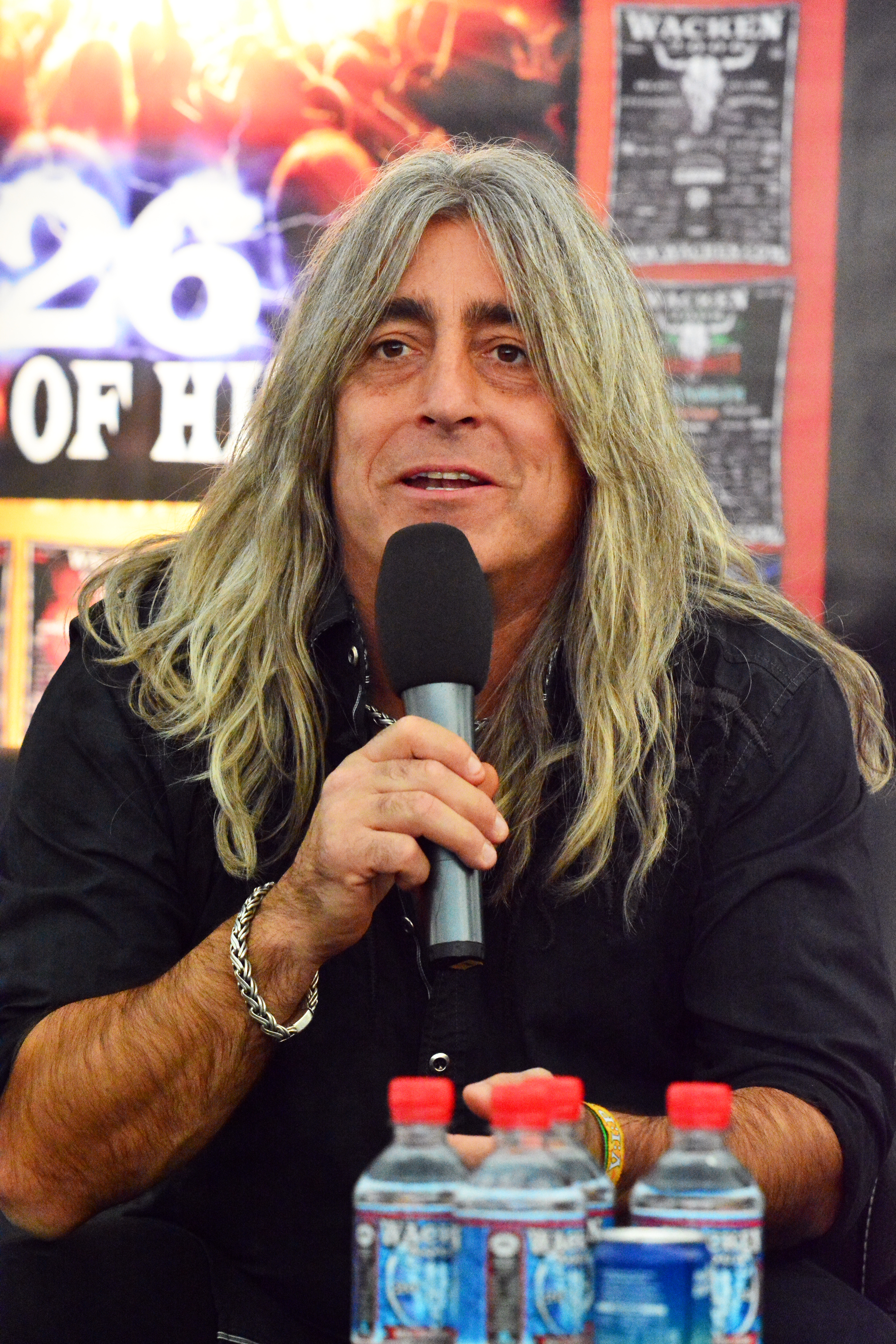
Mikkey Dee (* 1963)

- Dee, Niklas (* 2002), deutscher DJ und Musikproduzent
- Dee, Philip (1904–1983), britischer Physiker
- Dee, Ruby (1922–2014), US-amerikanische Schauspielerin
- Dee, Sandra (1942–2005), US-amerikanische Schauspielerin
- Dee, Sophie (* 1984), britische Pornodarstellerin, Model und Schauspielerin
- Dee, Thomas, US-amerikanischer Ökonom

### Deea
- Deean (* 1971), Schweizer Pop-Rock-Musiker

### Deeb
- Deeb, Freddy (* 1955), libanesisch-amerikanischer Pokerspieler
- Deeb, Shaun (* 1986), US-amerikanischer Pokerspieler

### Deec
- Deech, Ruth Deech, Baroness (* 1943), britische Politikerin und Juristin
- Deecke, Ernst (1805–1862), Lübecker Polyhistor
- Deecke, Hermann (1843–1901), deutscher Kaufmann und Senator der Stadt Lübeck
- Deecke, Klara, deutsche Historikerin und Archivarin
- Deecke, Lüder (* 1938), deutscher Neurologe, Neurowissenschaftler und Hochschullehrer
- Deecke, Oskar (* 1986), deutscher Hockeyspieler
- Deecke, Therese (1844–1916), deutsche Autorin
- Deecke, Thomas (1940–2017), deutscher Kunsthistoriker
- Deecke, Wilhelm (1831–1897), deutscher Lehrer und Sprachwissenschaftler (Etruskologe)
- Deecke, Wilhelm (1862–1934), deutscher Geologe, Paläontologe und Prähistoriker

### Deed
- Deed, André (1879–1940), französischer Schauspieler
- Deéd, Franz (1901–1983), ungarisch-österreichischer Zeichner, Graphiker, Maler, Kunsthandwerker und Restaurator
- Deedat, Ahmed (1918–2005), islamischer Schriftsteller und Redner
- Deedes, Bill (1913–2007), britischer Journalist und Politiker
- Deedes, Charles Julius (1913–2005), britischer Generalmajor
- Deedes, Wyndham (1883–1956), britischer Brigadegeneral der British Army, Beamter, Übersetzer und Zionist
- Deeds, Creigh (* 1958), US-amerikanischer Politiker (Demokratische Partei)

### Deeg
- Deeg, Alexander (* 1972), deutscher Theologe (evangelisch)
- Deeg, Lothar (* 1965), deutscher Journalist und Autor
- Deeg, Peter (1908–2005), deutscher Jurist und völkisch-antisemitischer Autor
- Deeg, Ria (1907–2000), deutsche Politikerin (SPD, KPD, DKP) und Widerstandskämpferin gegen den NationalsozialismusRia Deeg (1907–2000)

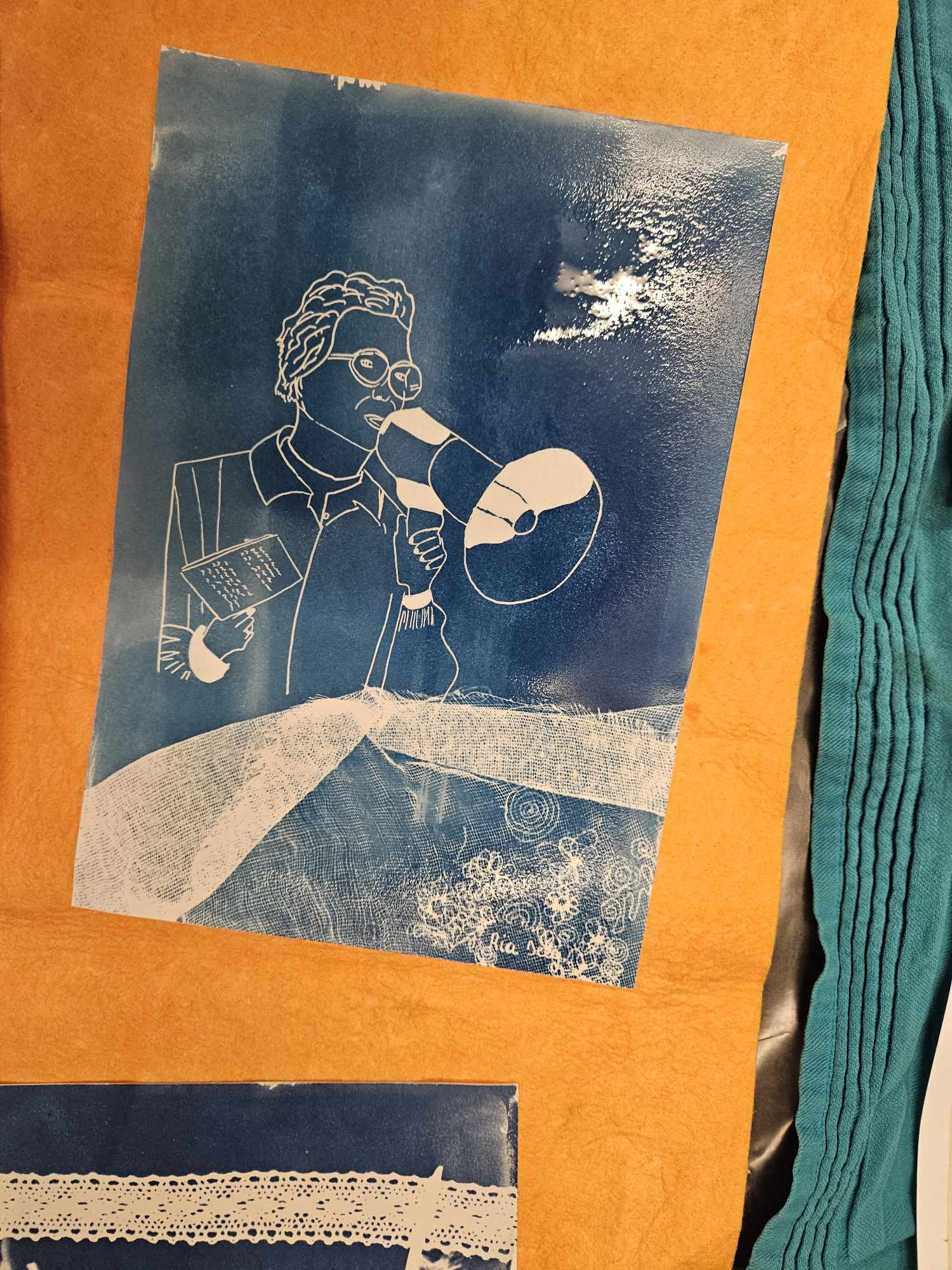
Ria Deeg (1907–2000)

- Deeg, Rudolf (* 1967), deutscher Zauber- und Origamikünstler
- Deeg, Waltraud (* 1972), italienische Rechtsanwältin und Politikerin (SVP)
- Deeg, Will van (1916–1980), deutscher Schauspieler und Sänger
- Deegan, Brian (* 1975), US-amerikanischer Motocrossfahrer
- Deege, Gisela (1928–1997), deutsche Balletttänzerin
- Deegen, Christian (1798–1888), deutscher Dahlienzüchter
- Deegen, Eckehard (1941–2009), deutscher Veterinär
- Deegener, Paul (1875–1949), deutscher Zoologe und Entomologe

### Deeh
- Deehan, John (* 1957), englischer Fußballspieler und -trainer
- Deehani, Fehaid al- (* 1966), kuwaitischer Sportschütze

### Deej
- Deejay, David (* 1980), rumänischer DJ, Musikproduzent und Komponist

### Deek
- Deeke, Daniel (* 1974), mexikanischer Fußballspieler
- Deeken, Alfons (1932–2020), deutscher Jesuit und Philosoph
- Deeken, Annette (* 1954), deutsche Kulturjournalistin und Medienwissenschaftlerin
- Deeken, Richard (1874–1914), Gründer der Deutschen Samoa-Gesellschaft
- Deeken, Susanne (* 1969), deutsche Filmemacherin, Künstlerin und Designerin
- Deeken, Uwe (1941–2018), deutscher Theatergründer und -intendant

### Deel
- Deelder, Comelis (1853–1928), niederländischer altkatholischer Geistlicher und Kirchenhistoriker
- Deeleman-Reinhold, Christa L. (1930–2025), niederländische Arachnologin
- Deelen, Marcel (* 1994), deutscher Fußballspieler
- Deeley, Cat (* 1976), englische Fernsehmoderatorin, Schauspielerin, Sängerin und ModelCat Deeley (* 1976)

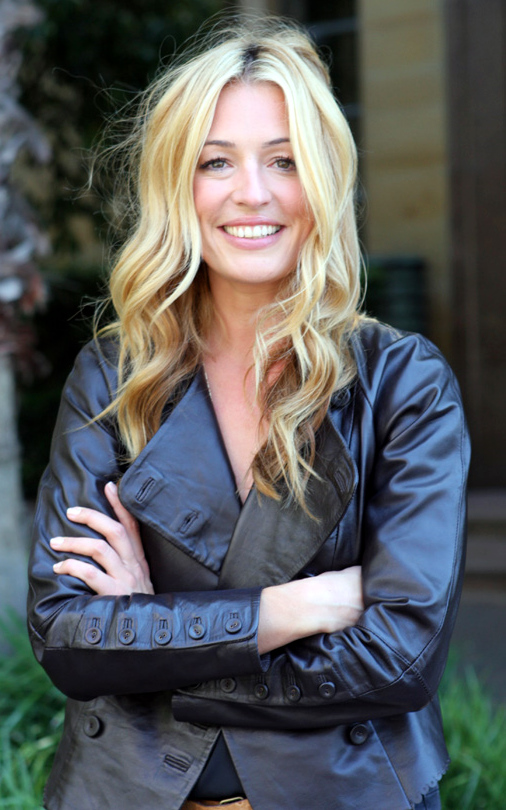
Cat Deeley (* 1976)

- Deeley, Justin (* 1986), US-amerikanischer Schauspieler
- Deeley, Michael (* 1932), britischer Filmproduzent
- Deeley, Norman (1933–2007), englischer Fußballspieler
- Deeley, Robert (* 1946), US-amerikanischer Geistlicher, emeritierter römisch-katholischer Bischof von Portland
- Deelkens, Bart (* 1978), belgischer Fußballtorwart
- Deelman, Ewa, US-amerikanische Informatikerin und Hochschullehrerin
- Deelmann, Thomas, deutscher Wirtschaftswissenschaftler und Hochschullehrer
- Deelstra, Andrea (* 1985), niederländische Langstreckenläuferin

### Deem
- Deem, Paul (* 1957), US-amerikanischer Radrennfahrer
- Deemer, Elias (1838–1918), US-amerikanischer Politiker
- Deems, Barrett (1914–1998), US-amerikanischer Jazz-Schlagzeuger und Bandleader
- Deems, James Monroe (1818–1901), US-amerikanischer Komponist und Offizier sowie Brevet-Brigadegeneral im Sezessionskrieg
- Deemter, Jan Jozef van (1918–2004), niederländischer Physiker und Chemieingenieur

### Deen
- Deen (* 1982), bosnisch-herzegowinischer Sänger
- Deen Heshaam, Ariez Elyaas (* 1993), malaysischer Tennisspieler
- Deen, Braswell (1893–1981), US-amerikanischer Politiker
- Deen, Farah (* 1990), freischaffende Tänzerin, Tanzpädagogin und Choreografin
- Deen, Helga (1925–1943), deutsche Jüdin, Holocaust-Opfer
- Deen, Izaac van (1804–1869), Arzt und Hochschullehrer
- Deen, James (* 1986), amerikanischer PornodarstellerJames Deen (* 1986)

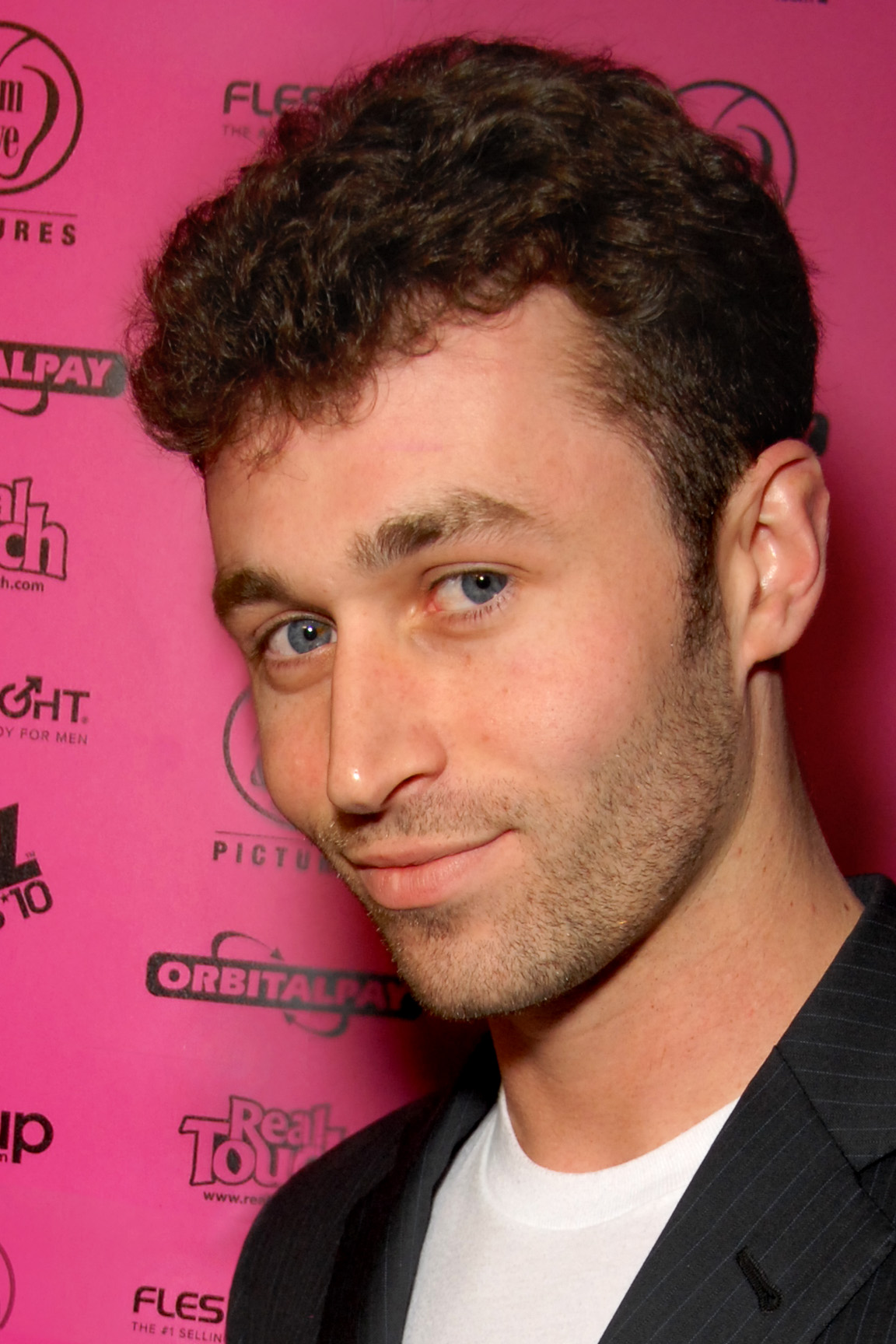
James Deen (* 1986)

- Deen, Marcella (* 1988), niederländische Handballspielerin
- Deen, Mathijs (* 1962), niederländischer Journalist und Schriftsteller
- Deen, Sibylla (* 1982), australische Schauspielerin
- Deena (* 1993), deutsche Sängerin
- Deene, Carol (* 1944), britische Sängerin
- Deenen, Laurens van (1928–1994), niederländischer Biochemiker
- Deenen, Piet (1940–2019), niederländischer Radrennfahrer
- Deeney, Donagh, irischer Fernseh-, Film- und Theaterschauspieler
- Deeney, Troy (* 1988), englischer Fußballspieler und -trainerTroy Deeney (* 1988)

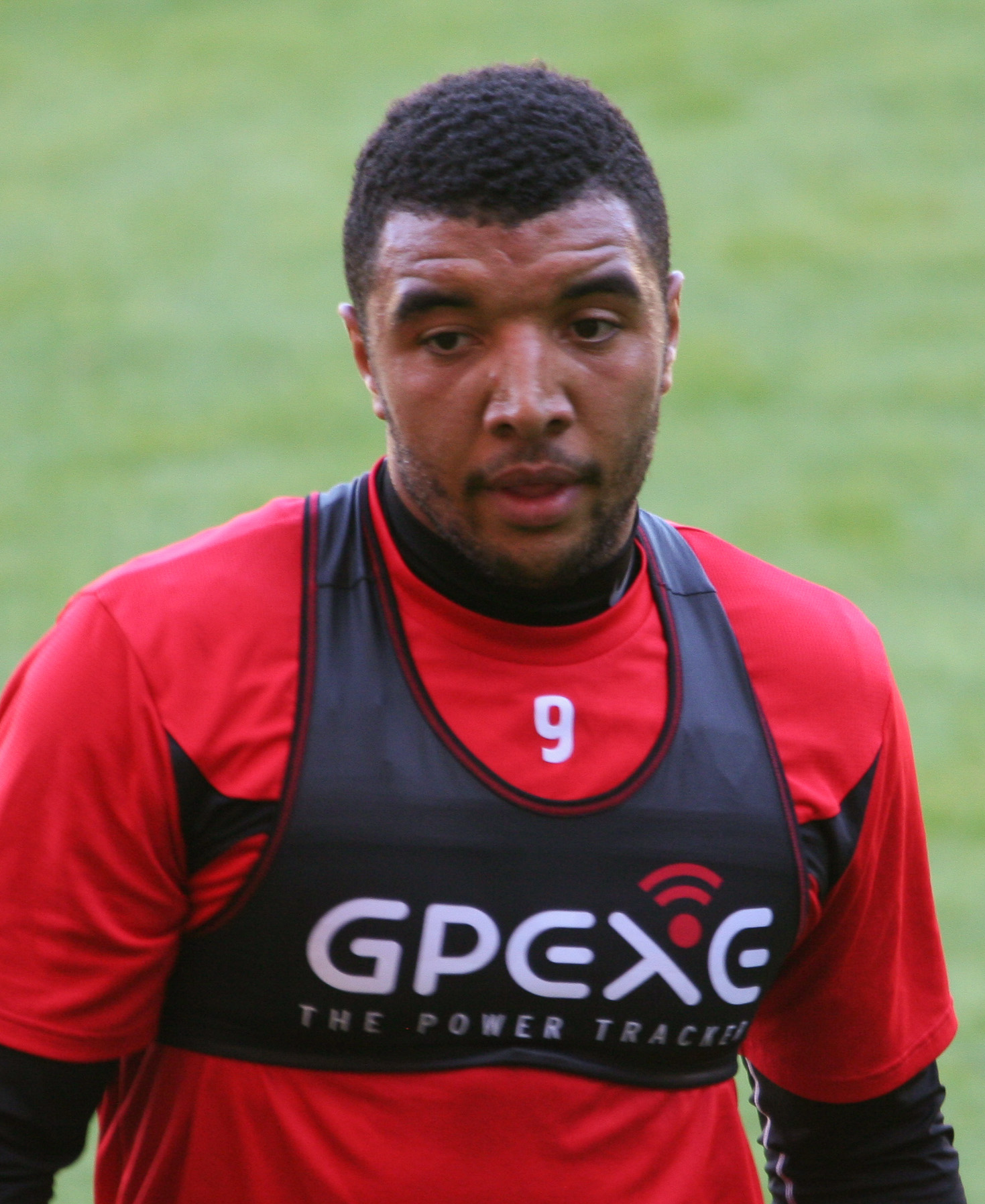
Troy Deeney (* 1988)

- Deenihan, Jimmy (* 1952), irischer Politiker (Fine Gael)
- Deenihan, Thomas (* 1967), irischer Geistlicher, römisch-katholischer Bischof von Meath

### Deep
- Deep Singh (1682–1757), indischer Märtyrer der Sikh-Religion
- Deeperm, Viera (* 2004), thailändische Tennisspielerin
- Deeping, Warwick (1877–1950), englischer Romanautor

### Deer
- Deer, Ada (1935–2023), US-amerikanische Politikerin und Hochschullehrerin
- Deér, Josef (1905–1972), ungarischer Historiker
- Deer, Lame († 1877), Häuptling der Minneconjou-Lakota
- Deer, Peter (1878–1956), kanadischer Mittelstreckenläufer
- Deér, Vera (1912–1994), ungarisch-österreichische Bildhauerin
- Deerberg, Friedrich (* 1876), deutscher Jurist und Politiker (DNVP), MdL
- Deerberg, Görge (* 1963), deutscher Chemieingenieur
- Deerberg, Heinrich (1893–1985), deutscher Landwirt und Politiker (SPD), MdL
- Deere Cady, John (1866–1933), US-amerikanischer Golfer
- Deerfield, Lynn (1950–2011), US-amerikanische Schauspielerin
- Deerhurst, Ted (1957–1997), britischer Surfer
- Deering, Chad (* 1970), US-amerikanischer Fußballspieler
- Deering, Charles (1852–1927), US-amerikanischer Industrieller und Kunstmäzen
- Deering, James (1859–1925), US-amerikanischer Industrieller und Kunstsammler
- Deering, Mark (1900–1973), irischer Politiker
- Deering, Nathaniel Cobb (1827–1887), US-amerikanischer Politiker
- Deering, Olive (1918–1986), US-amerikanische Schauspielerin
- Deering, Pat (* 1967), irischer Politiker (Fine Gael)
- Deering, Rob (* 1972), englischer Komiker, Radiomoderator, Musiker und Autor
- Deering, William (1826–1913), US-amerikanischer Industrieller
- Deermann, Bernhard (1887–1982), deutscher Politiker (BVP), MdR
- Deeromram, Kevin (* 1997), thailändischer Fußballspieler
- Deerow, Abdallah Isaaq (1950–2006), somalischer Politiker
- Deertz, Axel (* 1965), deutscher Konteradmiral
- Deery de Phelps, Kathleen (1908–2001), australisch-venezolanische Ornithologin

### Dees
- Dées de Sterio, Alexandre Marius (1944–2006), luxemburgischer Medienwissenschaftler
- Dees, David (1958–2020), US-amerikanischer Illustrator
- Dees, Hans-Christoff (* 1965), deutscher Politiker (SPD), MdHB
- Dees, Karl (1883–1967), deutscher Redakteur und Mitglied des badischen Landtags
- Dees, Rick (* 1950), US-amerikanischer Radio-DJ
- Dees, Robert F. (* 1950), US-amerikanischer Offizier, Generalmajor der US-Army
- Dees, Tony (* 1963), US-amerikanischer Hürdenläufer
- Deese, Brian (* 1978), US-amerikanischer wirtschaftspolitischer Berater
- Deésy, Alfréd (1877–1961), ungarischer Filmregisseur und Schauspieler

### Deet
- Deeters, Gerhard (1892–1961), deutscher Sprachwissenschaftler
- Deeters, Joachim (* 1940), deutscher Historiker und Archivar
- Deeters, Walter (1930–2004), deutscher Historiker und Archivar
- Deetjen, Gustav (1835–1910), deutscher Kaufmann
- Deetjen, Hanns (1903–1995), deutscher NS-Agrarfunktionär
- Deetjen, Henrich (1844–1916), deutscher Architekt
- Deetjen, Stella (* 1970), deutsche Entwicklungshelferin
- Deetjen, Werner (1877–1939), deutscher Germanist und Bibliothekar
- Deetman, Wim (* 1945), niederländischer Politiker (CHU, CDA)
- Deetron (* 1977), Schweizer DJ und Produzent im Bereich Techno
- Deetz, Albert August Wilhelm (1798–1859), preußischer Soldat und Abgeordneter der Frankfurter Nationalversammlung
- Deetz, Arthur (1826–1897), deutscher Theaterschauspieler, -regisseur und -intendant
- Deetz, Charleen (* 1995), deutsche Schauspielerin
- Deetz, Friedrich (1812–1871), deutscher Landrat (Schlesien), MdA, MdPrH und Oberbürgermeister von Frankfurt (Oder) (1864–1871)
- Deetz, James (1930–2000), US-amerikanischer Anthropologe
- Deetz, Marie (1835–1893), deutsche Opernsängerin (Mezzosopran) und Theaterschauspielerin
- Deetz, Martin Gottlieb (1769–1842), deutscher Kaufmann und Bürgermeister

### Deev
- Deevey, Edward Smith (1914–1988), US-amerikanischer Süßwasser-Ökologe, Palynologe und Paläo-Limnologe
- DeeVoe (* 1991), deutscher Musikproduzent und DJ

### Deez
- Deezen, Eddie (* 1957), US-amerikanischer Schauspieler und SynchronsprecherEddie Deezen (* 1957)

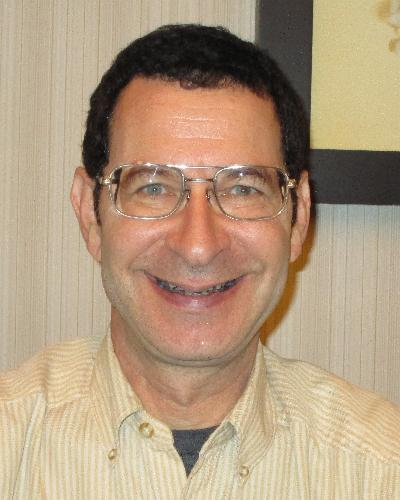
Eddie Deezen (* 1957)

- Deezer D (1965–2021), US-amerikanischer Schauspieler und Rapper